# Biosphärenpark Großes Walsertal
Der Biosphärenpark Großes Walsertal ist ein Naturschutzgebiet im namensgebenden Großen Walsertal in Vorarlberg (Österreich).
Der Biosphärenpark Großes Walsertal ist seit November 2000 UNESCO-Biosphärenpark.
Das Reservat setzt sich für nachhaltige Wirtschaft und nachhaltigen Tourismus in der Region ein und fungiert als Plattform für den Diskurs über Gesellschaft, Politik und Wissenschaft. Laut eigenen Angaben zählt der Biosphärenpark rund 180.000 Nächtigungen pro Jahr.

## Geografie
Die Fläche des Biosphärenpark Großes Walsertal beträgt 19.231 ha. Die Höhenerstreckung reicht von 580 m bis 2.704 m Seehöhe.
Der Biosphärenpark erstreckt sich über die Gemeinden Blons, Fontanella, Raggal, Sonntag, St. Gerold und Thüringerberg. Der nördliche Teil ist geprägt von den sanften grünen Flyschbergen des Walserkamms, der südliche Teil von den schroffen Gipfeln und Geröllhängen der Kalkhochalpen.
Das Naturschutzgebiet zählt 3.420 Einwohner und rund 180 Bauernhöfe, darunter 42 Prozent Biobauernhöfe.

### Zonen
Zu den Aufgaben von Biosphärenreservaten zählen der Schutz der natürlichen Vielfalt, die nachhaltige Entwicklung der Region sowie Bildung und Forschung. Um diese unterschiedlichen Aufgaben erfüllen zu können, werden sie in Zonen eingeteilt. Jede Zone konzentriert sich auf bestimmte Schwerpunkte:
- Kernzone: Kernzonen sind möglichst frei von menschlichen Eingriffen. Sie dienen dem klassischen Naturschutz und richten sich nach rechtlich verbindlichen, nationalen Schutzbestimmungen. Im Großen Walsertal sind rund 20 Prozent der Gesamtfläche des Tals Kernzonen. In Österreich sind mindestens 5 Prozent an Kernzonenflächen vorgeschrieben. Die Kernzonen umfassen das Gadental (Naturschutzgebiet sowie Natura-2000-Gebiet), Faludriga-Nova (Naturschutzgebiet), das Hochmoor Tiefenwald (Hochmoorschutz), der Oberlauf der Lutz (Fließgewässerschutz), Kirschwald-Ischkarnei und die Rote Wand (Schutz der Alpinregion).[7]
- Pflegezone: Die Pflegezone ist zwischen Kernzone und Entwicklungszone gelegen. Sie wird möglichst naturnah und umweltverträglich genutzt: Holznutzung, Wiesen- und Weidewirtschaft, Tourismus und Bildungsaktivitäten werden hier ausgeführt. Im Großen Walsertal werden rund 65 Prozent der Gesamtfläche als Pflegezone genutzt. Dazu gehören ausgedehnte Alpweiden sowie traditionell genutzte Bergwiesen und Bergwälder. Laut österreichischer Kriterien für Naturparks soll die Pflegezone mit der Kernzone zusammen mindestens 20 Prozent der Gesamtfläche einnehmen.[7]
- Entwicklungszone: Die Entwicklungszone ist der Lebens-, Wirtschafts- und Erholungsraum der Bevölkerung und umfasst auch die Siedlungsgebiete. In der Entwicklungszone sollen nachhaltige, ökologische und soziale Wirtschaftsweisen getestet werden. Im Großen Walsertal gehört der gesamte Dauersiedlungsraum zur Entwicklungszone.[7]
- Regenerationszone: Regenerationszonen sind optionale Zonen mit dem Ziel, die ökologische Funktionsfähigkeit wiederherzustellen. Im Großwalsertal ist der ausgeleitete Lutz-Fluss unterhalb des Stausees als Regenerationszone ausgewiesen. In Zukunft soll in der Entnahmestrecke der Lutz wieder genügend Wasser fließen.[7]

Über dem Kirchdorf von Raggal, auf 1071m erfasst das Panorama das komplette Große Walsertal mit seinen Gemeinden: v. l. n. r.: Thüringerberg, Sankt Gerold, Blons, Raggal, Sonntag und Fontanella. Der Gebirgszug von links nach rechts: Hüttenkopf 1976 m, Kuhspitze 1964 m, Tälispitz 2000 m, Melkspitze 1935 m, Bärenjoch 1766 m, Kreuzspitz 1944 m, Gerenspitze 1871 m, Muttabella 1935 m, Löffelspitz 1962 m, Grenzspitze 1879 m, Mont Calv 1804 m, Falvkopf 1849 m und rechts im Bild unbewaldet die 2000er mit dem Glatthorn 2134 m, Türtschhorn 2096 m, Zafernhorn 2107 m, Zitterklapfen 2403 m.

## Kultur
Das biosphärenpark.haus ist das Besucherzentrum des Biosphärenparks Großes Walsertal. Die „Biosphärenpark.Ausstellung“ bietet Hintergrundinformationen in Form von Filmen, interaktiven Modulen, Schaukästen und einem Herbarium.
Der Walserherbst ist ein Musik-, Literatur- und Kulinarikfestival im Biosphärenpark Großes Walsertal. Das Festival wird alle zwei Jahre im August/September ausgetragen und dauert ungefähr drei Wochen.
Der Walderlebnispfad Marul ist ein Wanderweg mit Geschicklichkeitsspielen und informativer Beschilderung zu Natur und Geologie. Der Erlebnispfad lässt sich in zwei verschiedenen Routen erkunden: kurze Route (3,4 km, Gehzeit ca. 1½ Stunden, ca. 300 Höhenmeter) oder lange Route (5,6 km, Gehzeit ca. 2½ Stunden, ca. 450 Höhenmeter).

Die Propstei St. Gerold ist seit dem 10. Jahrhundert im Besitz des Benediktinerordens.

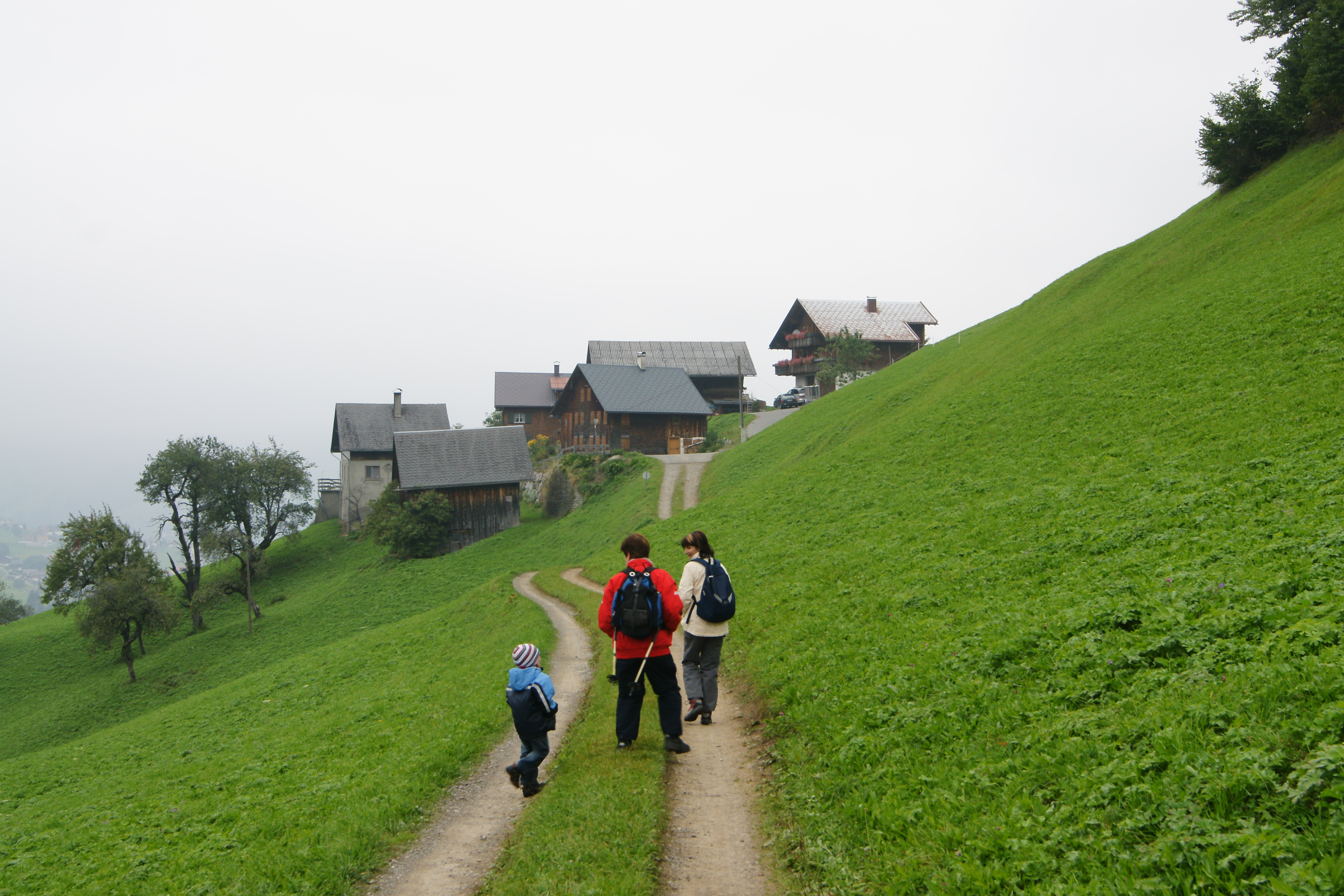
Wanderer am Marul-Wanderpfad
Während einer Veranstaltung des Walserherbsts auf der Alpe Klesenza
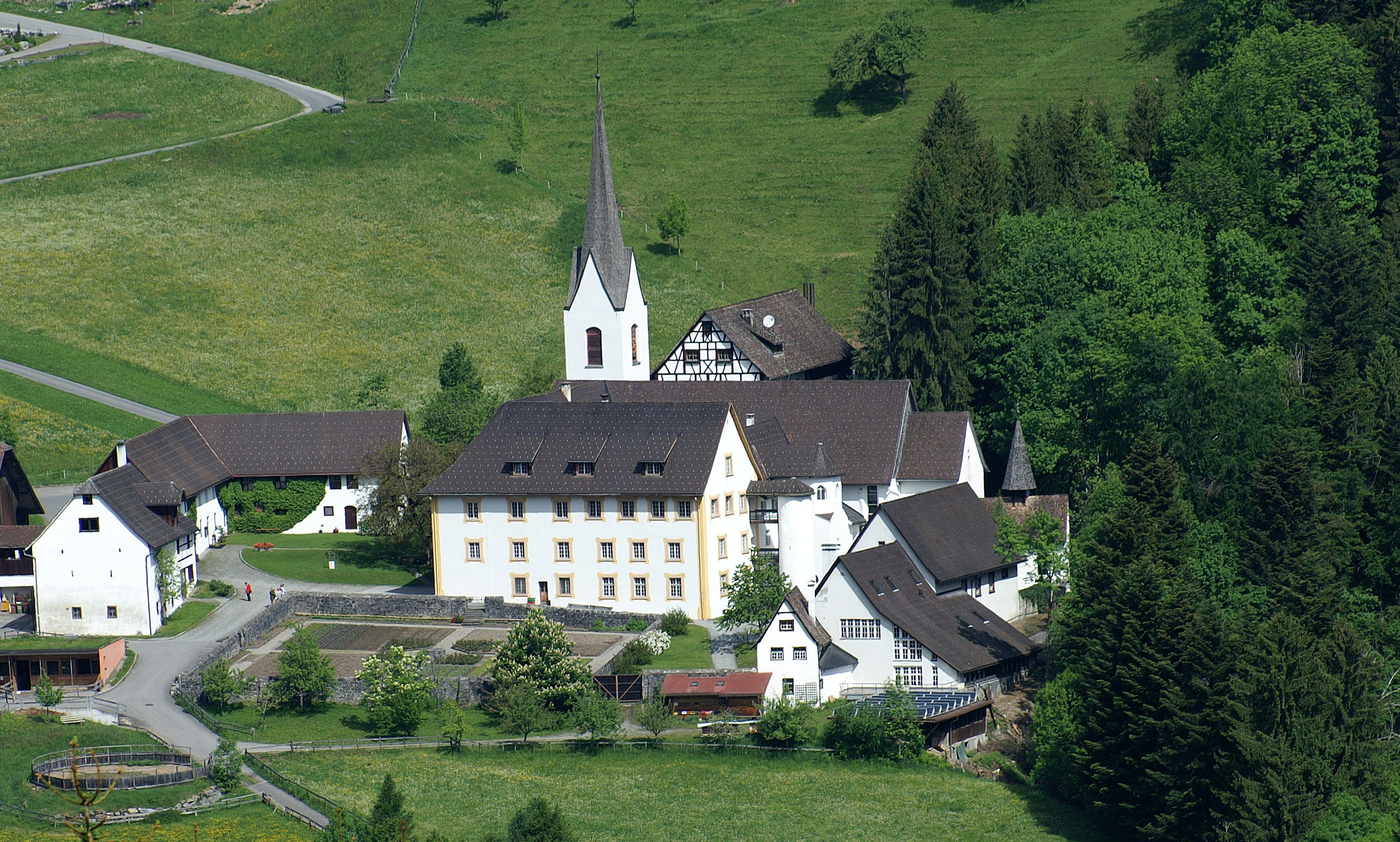
Die Benediktinerpropstei Sankt Gerold